# شونبي هاشيوكا
شونبي هاشيوكا (مواليد 7 يوليو 1911) هو ملاكم ياباني، مثّل بلاده في الألعاب الأولمبية الصيفية 1936.

## روابط خارجية
شونبي هاشيوكا على موقع أوليمبيديا (الإنجليزية)